# Gubin
Gubin (niem. Guben, dolnołuż. Gubin) – miasto, będące jednocześnie gminą miejską oraz siedzibą gminy wiejskiej Gubin, zlokalizowane w województwie lubuskim, w powiecie krośnieńskim, na prawym brzegu Nysy Łużyckiej i nad Lubszą. Gubin usytuowany jest w polskiej części Dolnych Łużyc, na granicy z Niemcami, a do 1945 było wschodnią częścią miasta Guben. W latach 1975–1998 administracyjnie należał do województwa zielonogórskiego.
Do 21 grudnia 2007 funkcjonowały tutaj: drogowe i kolejowe przejścia graniczne.

## Nazwa
Pierwotną nazwą miejscowości była łużycka nazwa Gubin. Po podbiciu w średniowieczu Słowian połabskich z plemion Serbów łużyckich mieszkających na Łużycach nazwa została później zgermanizowana na Guben. W roku 1613 śląski regionalista i historyk Mikołaj Henel z Prudnika wymienił miejscowość w swoim dziele o geografii Śląska pt. Silesiographia podając jej łacińską nazwę: Gubena. Administracja polska przywróciła dawną nazwę w 1946.

## Historia

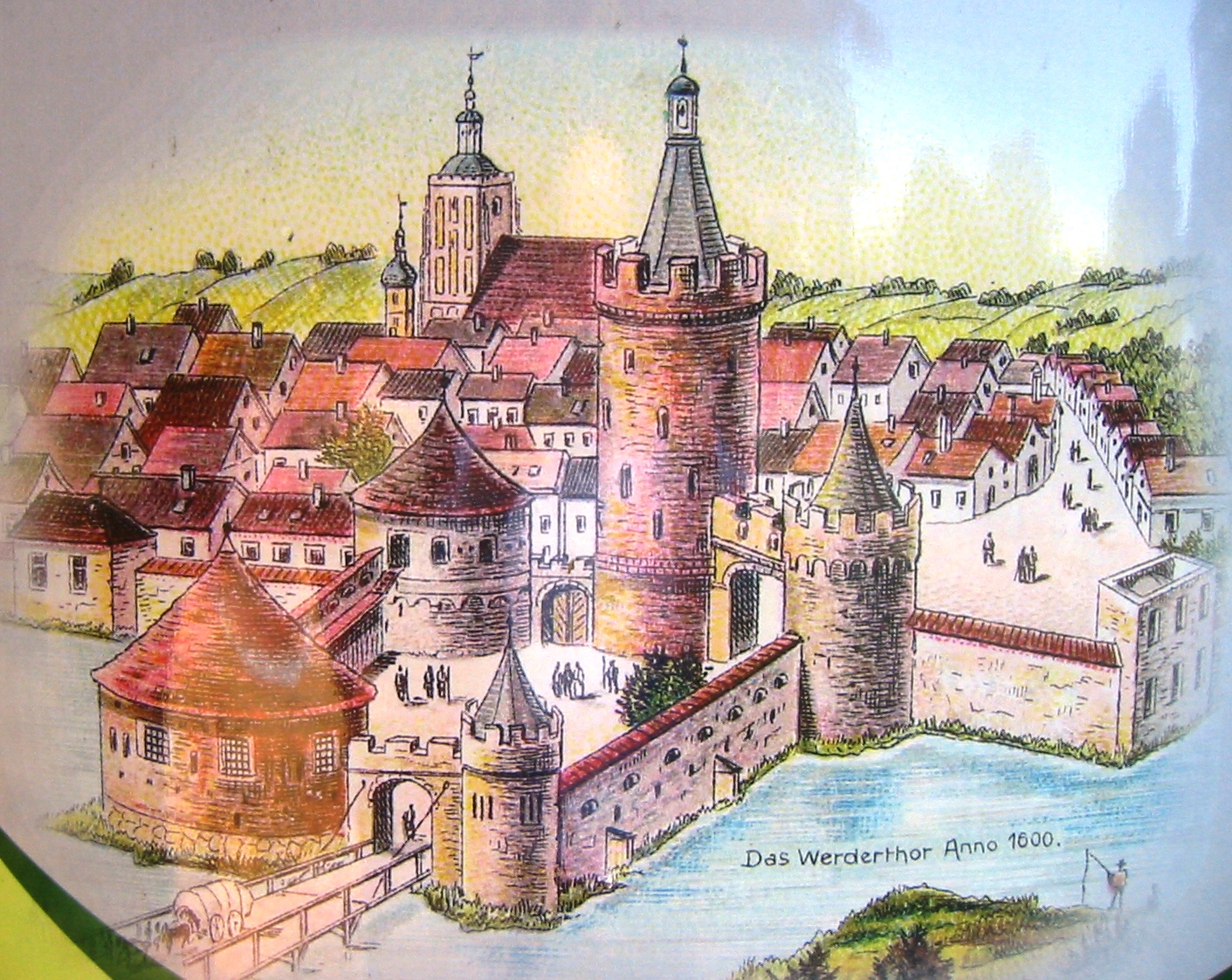
Rysunek przedstawiający Gubin w 1600 roku

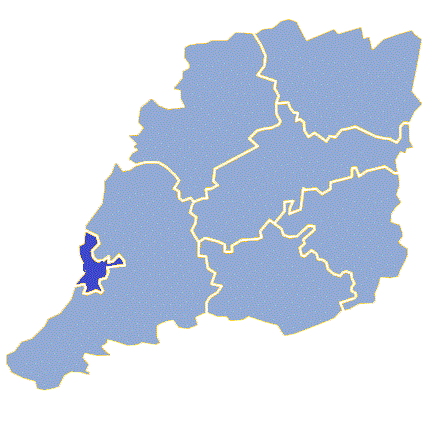
Położenie miasta-gminy na mapie powiatu krośnieńskiego

Okolice Gubina we wczesnym średniowieczu były miejscem starć Sasów pod wodzą Henryka I Ptasznika ze słowiańskimi siłami Serbów łużyckich oraz Polaków.
Po raz pierwszy wzmiankowany w początku XIII w. (1211) w dokumencie Henryka Brodatego zwalniającym z opłat celnych sól importowaną z Gubina i podającym, że posiadał prawo składu. 1 czerwca 1235 z rąk margrabiego Miśni i Marchii Wschodniej Henryka Ilustrisa nadano Gubinowi przywilej lokacyjny i magdeburskie prawa miejskie, a w 1311 prawo do bicia własnej monety oraz zostało otoczone murami. Mimo przynależności do Łużyc Gubin był także związany z ziemią lubuską, gdyż lokalne parafie katolickie podlegały diecezji lubuskiej. W 1367 wraz z Dolnymi Łużycami znalazł się w granicach Czech. Po włączeniu Łużyc do Czech krajem rządzili mianowani przez królów czeskich, reprezentujący ich namiestnicy. Pierwszym namiestnikiem Górnych i Dolnych Łużyc był Jan z Torgau, od roku 1413 zaś Jan Polenz. W październiku 1419 roku wojska husyckie wtargnęły na teren Dolnych Łużyc. Po nieudanym oblężeniu Budziszyna zawładnęły Miśnią, a stąd ruszyły do Drezna, by następnie zawrócić na Dolne Łużyce. Oparły im się silniej obwarowane miasta jak Cottbus czy Luckau. Gubin, który podjął obronę, mimo silnych umocnień został szybko zdobyty 20 października. Kroniki notują, że miasto uległo całkowitemu spustoszeniu i spaleniu, a mieszkańcy ponieśli śmierć, chociaż informacje pisane wiele lat później mówią, że okrucieństwa husytów były mocno wyolbrzymione. 1437 został zdobyty i zniszczony przez husytów. W latach 1469–1490 Gubina sięgało panowanie Królestwa Węgier. W Gubinie w 1563 powstał serbołużycki kościół i aż do 1844 w tej świątyni odbywały się msze w języku serbołużyckim. W roku 1669 na terenie Gubina został położony nowy cmentarz (przy dzisiejszej ul. Królewskiej). Dwadzieścia lat później burmistrz położył kamień węgielny pod budowę kościoła cmentarnego, który rok po roku był już gotowy. Architektura obiektu przedstawiała się skromnie: konstrukcji szkieletowej, założony na planie prostokąta, nakryty czterospadowym dachem zwieńczonym sygnaturką.
Pierwsza informacja o burmistrzu w Gubinie pochodzi z 1353 roku. W XVI, XVII, XVIII wieku występuje jednocześnie dwóch, trzech, nawet czterech burmistrzów (consul regens, prokonsul, exconsul). W tym okresie co roku, w dniu św. Jana, rada wybierała ze swego grona czterech burmistrzów, po dwóch (burmistrz, zastępca) urzędujących w okresie każdego półrocza. W okresie średniowiecza funkcje w radzie miejskiej był pełnione nieodpłatnie. Pierwsza wiadomość o pieniężnym wynagrodzeniu burmistrza pochodzi z 1543 roku. Otrzymał wówczas 25 guldenów, a w roku 1557 - 33,5 guldena.
W 1635 wraz z większością Dolnych Łużyc miasto weszło w skład Saksonii. W latach 1697–1706 i 1709–1763 Gubin leżał w granicach unijnego państwa polsko-saskiego. Na początku III wojny północnej w 1700 zarządzeniem króla Augusta II Mocnego w Gubinie założono magazyn zbożowy na potrzeby armii saskiej. W 1749 przez Gubin poprowadzony został trakt pocztowy łączący Warszawę i Drezno. W 1751 za sprawą króla Augusta III Sasa powstała w mieście mennica, w której jeszcze w tym samym roku rozpoczęto bicie polskich miedzianych szelągów, a w 1752 miedzianych groszy.
Po klęsce Napoleona i wspierającej go Saksonii, na mocy postanowień kongresu wiedeńskiego w 1815, stał się częścią Królestwa Prus. Kroniki mówią, że ludność Gubina była niechętna tym zmianom. W pruskim systemie administracyjnym Gubin otrzymał status miasta powiatowego w obrębie regencji frankfurckiej. Stał się więc ośrodkiem administracyjno-sądowym, w którym swe siedziby miało wiele urzędów i instytucji: landratura, urząd podatkowy, urząd solny, inspektor budowalny, kasa powiatowa. Stacjonował ponadto w Gubinie niewielki garnizon wojskowy. Stał się on wtedy największym miastem na terenie Dolnych Łużyc i liczył około 7 tysięcy mieszkańców. Przewagę tę utrzymał do roku 1871, gdy pod względem ludności na czoło wysunął się Cottbus. W roku 1925 Cottbus przekroczył 50 tysięcy mieszkańców, Gubin liczył około 41 tysięcy. Od początku oba miasta należały do najznaczniejszych w regencji frankfurckiej. 1 lipca 1816 roku w Gubinie, tak jak w całych Dolnych Łużycach, wprowadzone zostało ogólnopruskie prawo krajowe. Ze względu na zadawnione spory z radą miejską, mieszczaństwo z zadowoleniem przyjęło nową pruską ustawę municypalną dla miast z 17 lutego 1831 roku. Ustawa wprowadziła zmiany w sposobie powoływania organów samorządowych. Rada miejska była wyłaniana w wyborach. Prawo udziału mieli mieszczanie, których roczne dochody wynosiły minimum 200 talarów lub byli właścicielami gruntów o wartości co najmniej 300 talarów. Wybierani mogli być obywatele dysponujący odpowiednio rocznym dochodem powyżej 200 talarów lub gruntami o wartości większej niż 1000 talarów. Nie wiemy, ilu spośród 8767 mieszkańców Gubina spełniało wymogi uprawniające do głosowania. W wyborach, które odbywały się w grudniu 1831 roku, mandaty deputowanych do rady miejskiej uzyskało 30 osób (Miasto było podzielone na sześć dzielnic, w każdej z nich wybierano po pięciu deputowanych). W XIX wieku zbudowano linie kolejowe: w 1846 otwarcie linii do Berlina i Wrocławia (jedna z najstarszych na terenie dzisiejszej Polski), a w 1870 do Krosna Odrzańskiego. W 1871 miasto znalazło się w granicach Niemiec. W latach 1904–1938 w Gubinie kursowały tramwaje.
W czasie II wojny światowej w miejscowości znajdowała się filia obozu koncentracyjnego Groß-Rosen. W 1945 miasto odniosło ogromne zniszczenia (ok. 90%), trwały szczególnie zacięte walki o tzw. Góry Śmierci zostały zakończone 28 lutego 1945 zdobyciem miasta przez oddziały 3 armii gwardii I Frontu Ukraińskiego (po wojnie na ówczesnym placu Wdzięczności wzniesiono ku czci żołnierzy radzieckich Pomnik Braterstwa i Wdzięczności). W trakcie konferencji jałtańskiej alianci wyznaczyli granicę powojennej Polski wzdłuż linii Odry i Nysy Łużyckiej, w wyniku czego prawobrzeżna część miasta została włączona do Polski pod dzisiejszą nazwą. Dotychczasową ludność wysiedlono do Niemiec. Do miasta przybyli m.in. przesiedleńcy z Kresów Wschodnich.

## Zabytki

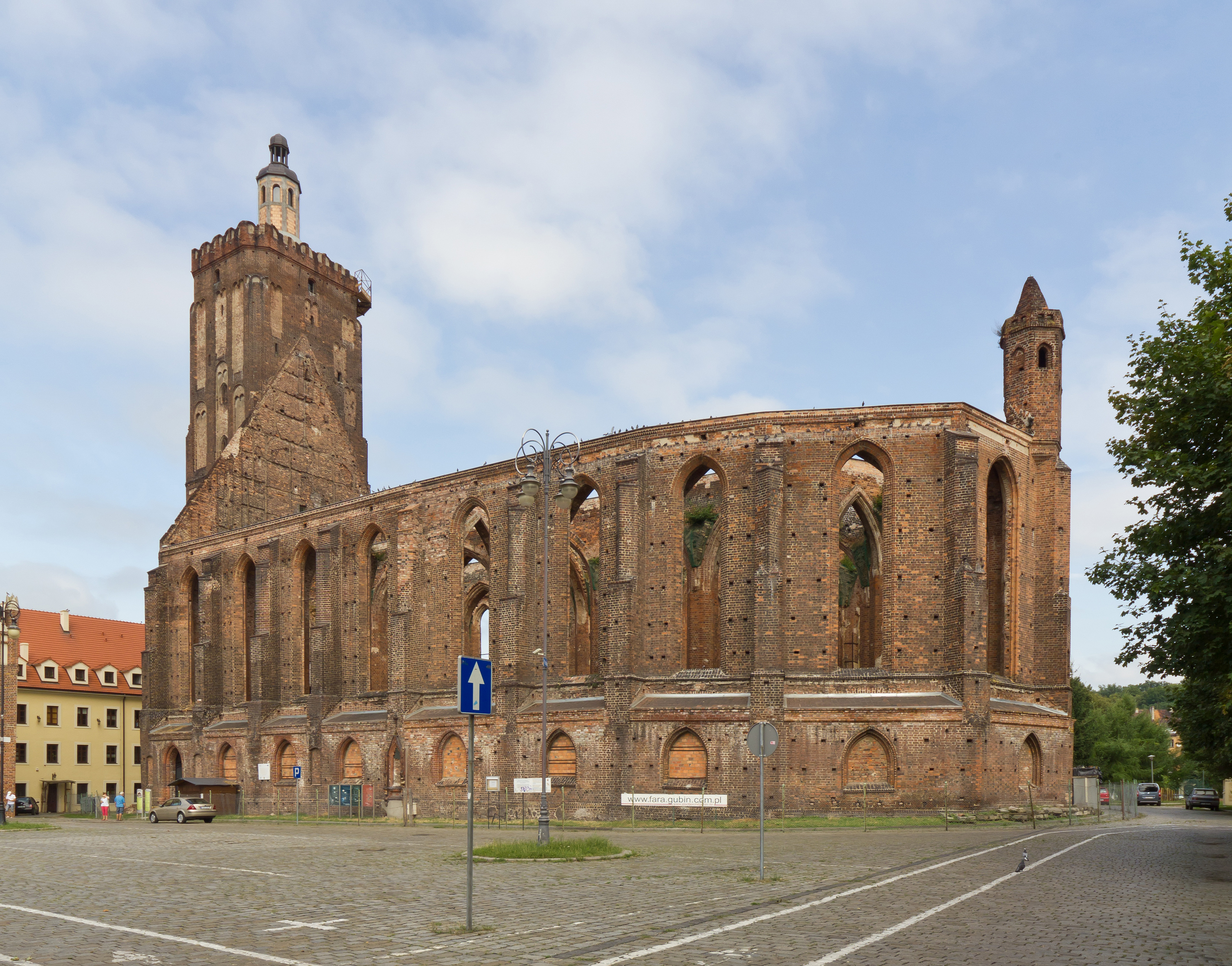
Ruiny kościoła farnego

Do wojewódzkiego rejestru zabytków wpisane są:
- miasto w obrębie ulic: Piastowska–Nadbrzeżna–Roosevelta–3 Maja
- Kościół św. Trójcy z połowy XV wieku, XVI wieku.
- mury obronne z basztami-wieżami, z XIV-XV wieku:
  - wieża Bramy Ostrowskiej – zabytek wraz z fragmentami muru obronnego pochodzi z przełomu XV i XVI wieku. Obiekt ten stanowił część systemu obronnego Bramy Ostrowskiej
  - brama i mury przy ul.3 Maja – jest to część fortyfikacji muru zachodniego przy Bramie Ostrowskiej
  - wieża Dziewicza – zlokalizowana była w najbardziej na wschód wysuniętym narożniku muru miejskiego. Pochodzi z tego samego okresu co wieża Bramy Ostrowskiej
  - brama i mury przy ul. Dąbrowskiego – dekoracyjna brama z murami o charakterze ozdobnym. Symbol architektury romantycznej. Nawiązuje do dawnych murów obronnych średniowiecznego miasta. Właściciel firmy przewozowej – Wilhelm Wilke wybudował „mury obronne” w 1892 by oddzielić podwórze spedycji od części parkowej. Był to swoisty prezent dla miasta
- ratusz, z XV/XVI wieku
- dom, ul. Bohaterów 3, z połowy XIX wieku
- domy, ul. Dąbrowskiego 1, 3,6, 8, 11, 15 – willa i ogród, 22, z połowy XIX wieku, z początku XX wieku
- dom, ul. Jedności Robotniczej 6, szachulcowy, z 1820 roku
- dom, ul. Konopnickiej 4, z XVIII wieku
- willa, ul. Kunickiego 4, z lat 1881–1887, po 1920 roku: ogród, fontanna, altana, drewniana
- domy, ul. Lenino 3, 5, 7, z połowy XIX wieku
- domy, ul. 3 Maja 3, 14, z XIX/XX wieku
- domy, ul. Obrońców Pokoju 1, 5, 7, z połowy XIX wieku, z początku XX wieku
- dom, ul. Oświęcimska 1 – willa i ogród, 2, 3, 4, z połowy i końca XIX wieku
- domy, ul. Piastowska 3, 6, 7, 8 – willa i ogród, 9, 11, 12, 14, 16, 18, 23, 24, 25, 26, 27, 28, 28a, 29, 39, 42, 43, 47, 48, 49, 50 – willa i ogród, 57 – willa i ogród, 61, 64, 65 – willa i ogród, z XIX/XX wieku
- dom Wilhelma Piecka, ul. Piecka 5
- domy, ul. Racławicka 1, 6, z początku XX wieku
- kamienice, ul. Roosevelta 8, 10, z XIX/XX wieku
- domy, ul. Śląska 4, 5, 12, 14b, 16, 17, 18, 19, 26, 27, 28, 29, 33, 35, 44, 46, 55, 58, 74, z XIX/XX wieku
- domy, ul. Szkolna 2, 4, 6, 8, 10, 12, 13, 14, 16, 17, 18, 19, 45, z początku XX wieku; nr 20, 22, 24, z XIX/XX wieku
- domy, ul. Wojska Polskiego 9 – willa i ogród, 20, 22, 25, 59, z połowy XIX wieku
- domy, ul. Wyspiańskiego 6, 11, 13, z początku XX wieku
- wille z ogrodami, ul. Zwycięstwa 1, 18, 20, 22, 24, 26, po 1920 roku
- dom, ul. Żwirki i Wigury 24, z końca XIX wieku
- domy, ul. Platanowa 13, 15, 16, 19, z połowy XIX wieku, z początku XX wieku
- piekarnia, dwa budynki, ul. Fabryczna 5, z XIX/XX wieku
- winiarnia z oficyną, ul. Piwna 1, z XIX/XX wieku

inne zabytki:
- synagoga – znajdowała się w mieście od 1878 roku, ale w czasie „kryształowej nocy” z 9 na 10 listopada 1938 roku została zniszczona. Obecnie to miejsce wydarzeń upamiętnia pamiątkowy kamień znajdujący się przy ul. Dąbrowskiego
- Trzy krzyże kamienne wykonane z granitu, stojące obok siebie przy skrzyżowaniu ulic Kołłątaja i Śląskiej. Ich pochodzenie oraz wiek są nieznane. Lokalni krajoznawcy stawiają nieraz hipotezę, że są to tzw. krzyże pokutne[22]. Przypuszczenie to nie jest oparte na żadnych dowodach i powstało na gruncie nieuprawnionego utożsamiania wszystkich starych monolitowych kamiennych krzyży z krzyżami pokutnymi. Jedna z legend głosi, że są to krzyże upamiętniające tragiczną sprzeczkę trzech braci, którzy w okresie wielkiego głodu pokłócili się o jajko i pozabijali nawzajem[23].

## Parki
- Park Aleksandra Waszkiewicza – został otwarty w 1977. Znajduje się na wzniesieniu, które wcześniej zagospodarowane było turystycznie. W sąsiedztwie znajdowały się restauracje i kawiarnie, a z tarasów można było podziwiać przemysłową część miasta. Na szczycie wzgórza gubiński fabrykant Erich Wolf wybudował swoją willę. Była ona zaprojektowana przez Ludwiga Meisa van der Rohe w 1926. Był to początek serii projektów i do dziś jest uznawany jako kluczowe dzieło tego architekta. Willa została wybudowana z sześciennej cegły klinkierowej. Jej układ opierał się na asymetrycznej aranżacji płaskich kamieni o różnych kształtach. W 1945 została częściowo spalona.
- Wyspa teatralna – do 1671 nazywana Ostrowem Mieszczańskim, zaś po 1671 Wyspą Strzelniczą. Na wyspie od XVI wieku znajdowała się mała strzelnica Bractwa Strzeleckiego, lecz ze względu na zły stan techniczny w 1666 rozebrano ją. Dopiero w 1793 powstała następna strzelnica i przetrwała do 1873. Za sprawą starosty oraz pewnego piekarza Augusta Heinze w połowie XIX wieku park na wyspie stał się chlubą Gubina. Spacerował po nim w czerwcu 1844 król pruski Fryderyk Wilhelm IV. Bractwo strzeleckie sprzedało wyspę 20 lutego 1873 nowo powstałej spółce akcyjnej. Pojawił się pomysł utworzenia na niej kompleksu kulturalno-rozrywkowego. W 1874 wybudowano tu teatr, który zaprojektował berliński architekt Oskar Tietz, a jego widownia mogła pomieścić 750 osób[24]. Wybudowano go w południowej części wyspy, a wyglądem przypominał grecką świątynię. Obok teatru znajdował się pomnik aktorki Corony Schröter, w której zakochał się Goethe. 1 października 1874 miało miejsce uroczyste otwarcie i pierwszy spektakl „Fausta” Johanna Wolfganga von Goethego. Pod koniec XIX wieku nową strzelnicę wraz z przynależnym do niej parkiem przejęły władze miejskie. Oprócz parku i teatru na terenie wyspy znajdował się pawilon do tańca, fontanna oraz pawilon muzyczny. Teatr nie ucierpiał podczas II wojny światowej, lecz niewiele później spłonął w niewyjaśnionych okolicznościach[25].
- Park Adama Mickiewicza – park powstał w 1870, był swego czasu terenem podmokłych łąk, nosił nazwę „Łąki Waltera”. W 1874 zmieniono nazwę na Wilhelmplatz (plac Wilhelma) ku czci pruskiego króla i niemieckiego cesarza. Następnie został przez ówczesną radę miejską wykupiony i zagospodarowany oraz przekazany społeczeństwu jako park. Adolph Jackeschky był inicjatorem uporządkowania i upiększenia tego obszaru, a któremu za całokształt działań na rzecz miasta i społeczeństwa wewnątrz parku postawiono pomnik w postaci głazu narzutowego z pamiątkową tablicą. Tablicę marmurową zastąpiono po wojnie płytą poświęconą polskiemu poecie i bohaterowi narodowemu Adamowi Mickiewiczowi. Na terenie parku znajduje się drugi ocalały pomnik tzw. „Chłopiec z karpiem”, któremu brakuje górnej części – figurki chłopca. Być może, że podczas wojny uległa zniszczeniu lub została skradziona. Obecnie można podziwiać pozostały fragment pomnika w postaci okrągłego cokoła i basenu fontanny. Pomnik wykonał w 1791 rzeźbiarz Meltzer z Akademii Królewskiej w Berlinie (pierwotnie rzeźba stała na rynku miejskim przed kościołem farnym jako ozdoba studni)[26]. Został zlokalizowany między ul. J. Dąbrowskiego a Lubszą. Królują tu lipy, są i kasztanowce, dęby, buki, jesiony, grochodrzewy.
- Park przy ul. Obrońców Pokoju – zbudowany w samym centrum miasta na terenie którego znajduje się fontanna, a wokół niej kompozycja zieleni składająca się z modrzewi, oliwnika wąskolistnego, surmii, pokaźnego cisa. Wokoło parku żywopłot ze śnieguliczki i ligustru w który ładnie wkomponowano głogi, berberysy i derenie.
- Park im. 5 Dywizji[27] – wypełnia przestrzeń pomiędzy ul. F.Chopina i ul. Żołnierzy II Armii Wojska Polskiego. Wzdłuż alejek krzewy formowane w stylu angielskim. Od strony zachodniej oaza klonów, lip i dębów.

## Cmentarze

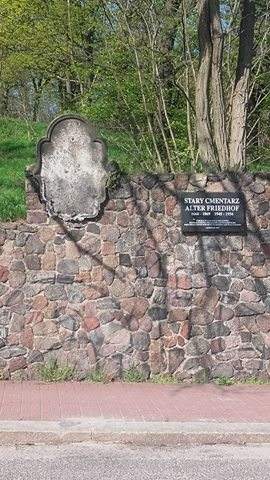
Stary cmentarz przy ulicy Rycerskiej

- Przy zbiegu ulic Kujawskiej i Cmentarnej znajduje się Cmentarz Komunalny. Znajduje się na nim odsłonięty w 2016 pomnik ofiar ludobójstwa z okresu II wojny światowej[28].
- Przy ulicy Rycerskiej znajduje się Stary Cmentarz, z pochówkami z lat 1660–1956.

## Klimat (1979–2013)
| Miesiąc                                 | Sty   | Lut   | Mar   | Kwi  | Maj  | Cze  | Lip  | Sie  | Wrz  | Paź  | Lis   | Gru   | Roczna |
| --------------------------------------- | ----- | ----- | ----- | ---- | ---- | ---- | ---- | ---- | ---- | ---- | ----- | ----- | ------ |
| Rekordy maksymalnej temperatury [°C]    | 15.5  | 19.0  | 23.5  | 30.7 | 32.5 | 36.7 | 38.0 | 38.1 | 30.9 | 27.3 | 18.9  | 15.1  | 38,1   |
| Średnie temperatury w dzień [°C]        | 2,6   | 3,9   | 8,7   | 14,6 | 20,0 | 22,6 | 24,7 | 24,4 | 19,5 | 14,1 | 7,3   | 3,7   | 13,8   |
| Średnie dobowe temperatury [°C]         | -0,1  | 0,6   | 4,3   | 9,0  | 14,1 | 17,0 | 19,0 | 18,5 | 14,2 | 9,4  | 4,3   | 1,3   | 9,3    |
| Średnie temperatury w nocy [°C]         | -3,1  | -2,7  | 0,2   | 3,5  | 8,1  | 11,3 | 13,3 | 12,9 | 9,4  | 5,3  | 1,3   | -1,4  | 4,9    |
| Rekordy minimalnej temperatury [°C]     | -24.8 | -22.2 | -16.0 | -7.0 | -2.6 | 0.7  | 5.3  | 3.9  | 0.8  | -7.5 | -12.5 | -20.5 | −24,8  |
| Opady [mm]                              | 39    | 33    | 40    | 35   | 52   | 53   | 77   | 59   | 45   | 33   | 44    | 46    | 557    |
| Średnia liczba dni z opadami            | 10    | 9     | 10    | 7    | 9    | 10   | 11   | 9    | 8    | 8    | 9     | 11    | 111    |
| Źródło: Na podstawie 35-lecia 1979–2013 |       |       |       |      |      |      |      |      |      |      |       |       |        |

## Warunki naturalne
Według danych z roku 2002 Gubin ma obszar 20,68 km², w tym:
- użytki rolne: 61%
- użytki leśne: 5%

Miasto stanowi 1,49% powierzchni powiatu.

## Demografia

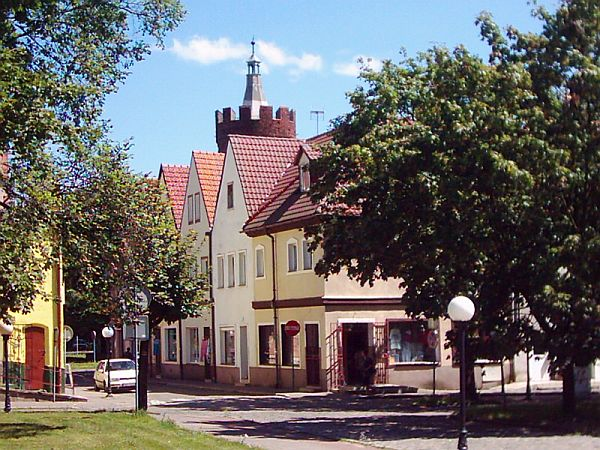
Nowy kwartał starówki miejskiej w centrum Gubina

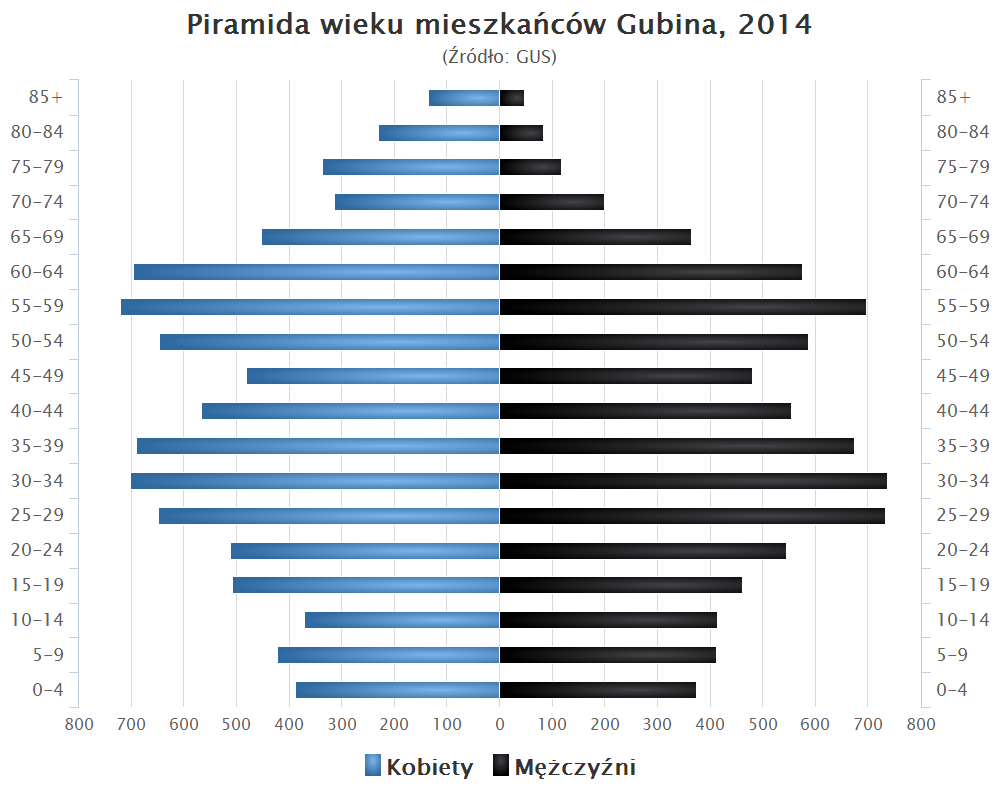
Piramida wieku mieszkańców Gubina w 2014 roku

Dane z 30 czerwca 2004:
| Opis                              | Ogółem | Ogółem | Kobiety | Kobiety | Mężczyźni | Mężczyźni |
| --------------------------------- | ------ | ------ | ------- | ------- | --------- | --------- |
| Jednostka                         | osób   | %      | osób    | %       | osób      | %         |
| Populacja                         | 17 150 | 100    | 8959    | 52,2    | 8191      | 47,8      |
| Gęstość zaludnienia [mieszk./km²] | 829,3  | 829,3  | 433,2   | 433,2   | 396,1     | 396,1     |

## Garnizon Gubin

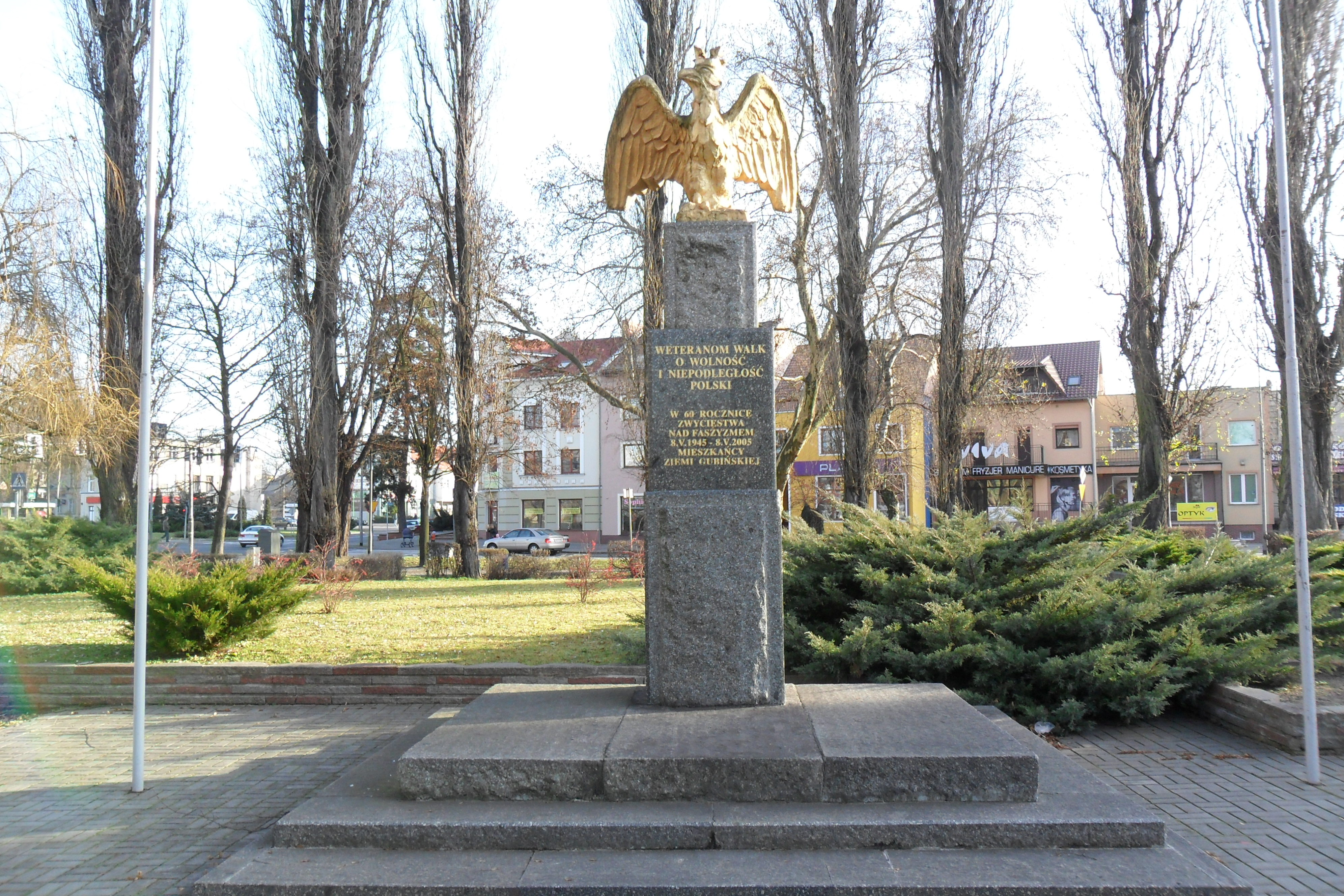
Pomnik Pamięci w parku im. 5. Dywizji

W latach 1951–2002 Gubin był dużym garnizonem wojskowym. W latach 1951–1957 stacjonowały w nim jednostki 19 Dywizji Zmechanizowanej przeformowanej w 1957 roku w 5 Saską Dywizję Pancerną im. Aleksandra Waszkiewicza.
W 1990 w wyniku zmian organizacyjnych 5 Saską Dywizję Pancerną przekształcono w 5 Kresową Dywizję Zmechanizowaną im. Króla Bolesława Chrobrego, a następnie 5 Kresową Brygadę Zmechanizowaną, by w 2002 całkowicie zlikwidować gubiński garnizon.

## Gospodarka

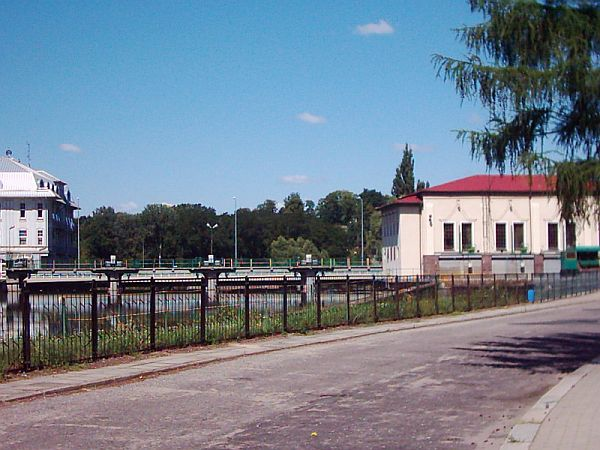
Most graniczny Gubin – Guben, na prawo elektrownia wodna

Miasto miało handlowy charakter, ze względu na swoje dogodne położenie – pogranicze słowiańsko-germańskie, szlaki handlowe z północy na południe z Pomorza Zachodniego do Czech (wzdłuż Odry i Nysy Łużyckiej) oraz z zachodu na wschód z Łużyc do Wielkopolski. Handlowano wołami i zbożem z kupcami szkockimi, węgierskimi i polskimi. Ponadto uprawiano tu winorośl i wytwarzano wino, z którego swego czasu Gubin słynął. Zajmowano się również żeglugą na Nysie i Odrze.
W mieście działają dwa targowiska: spożywcze – ul. Obrońców Pokoju i przemysłowe – ul. Śląska.

## Transport

### Połączenia drogowe
138 Droga wojewódzka nr 138: (przejście graniczne Guben, Niemcy) Gubin - Korczyców (skrzyżowanie z DK 29) - Torzym (skrzyżowanie z DK 92 i autostradą A2) - Sulęcino
285 Droga wojewódzka nr 285: Gubin - Sękowice (skrzyżowanie z DK 32) - Jasienica (skrzyżowanie z DW 286)
286 Droga wojewódzka nr 286: Gubin ul. Legnicka (skrzyżowanie z DK 32) - Brody (skrzyżowanie z DW 289)

### Transport kolejowy
W mieście jest stacja kolejowa Gubin, był także przystanek kolejowy Gubinek.

### Komunikacja miejska
Komunikacja miejska w Gubinie powstała w 1899, kiedy została udzielona koncesja na budowę linii tramwajowej, wówczas Gubin znajdujący są po obu stronach Nysy Łużyckiej był jednym miastem. Tramwaje wyjechały na ulice miasta 24 lutego 1904. W 1928 po mieście zaczęły kursować autobusy miejskie. Brak możliwości rozwoju komunikacji tramwajowej spowodował, że linię zamknięto już w czerwcu 1938.
Komunikacja miejska w tym mieście jest obsługiwana przez PKS Zielona Góra. Sieć składa się z jednej linii łączącej stację kolejową, dworzec autobusowy i pętlę na ulicy Barlickiego.

## Służba zdrowia
W 1945 r. w okresie walk o miasto budynek szpitala miejskiego uległ poważnemu uszkodzeniu. Na szpital zaadaptowano więc budynek przy ul. Śląskiej 53. Nowy szpital oddano do użytku 25 listopada 1945. W szpitalu mieściły się wówczas oddziały: wewnętrzny, chirurgiczny, zakaźny, ginekologiczny i gruźliczy. Szpital zatrudniał lekarza, felczera, 7 pielęgniarek, jedną położną, 6 sanitariuszek i jednego sanitariusza.
Oprócz Szpitala Powiatowego i Ośrodka Zdrowia istniały też ambulatoria przy PUR, PCK, Ubezpieczalni Społecznej oraz kolejowe przy ul. Kosynierów.
Pod koniec lat pięćdziesiątych szpital dysponował zbyt małą liczbą łóżek, postanowiono więc by na jego potrzeby oddać budynek A kompleksu przy ul. Śląskiej, zajmowany dotychczas przez Ośrodek Zdrowia i Wydział Zdrowia. Pod koniec stycznia 1960 w bloku A oddano do użytku oddział chirurgiczny, położniczo-ginekologiczny i blok operacyjny.
Wzrost liczby pacjentów, oraz rozwój świadczeń medycznych spowodowały konieczność stworzenia nowych warunków dla funkcjonowania lecznictwa otwartego. Przychodnia Rejonowa została przeniesiona z budynków szpitalnych do pomieszczeń w budynkach przy ul. Dąbrowskiego, Nowej i Piastowskiej.
W 1982 ze środków Narodowego Funduszu Ochrony Zdrowia rozpoczęto budowę nowej Przychodni Rejonowej z Pogotowiem Ratunkowym przy ul. Gdańskiej. 19 lipca 1985 przychodnia zostaje oddana do użytku, a 5 kwietnia 1986 otrzymuje imię dr Tadeusza Kunickiego.
Istnienie Pogotowia w Gubinie datuje się od 1954.Początkowo jego siedzibą był budynek przy ul. Śląskiej. W 1962 zostaje przeniesione na ul. T. Kunickiego, a w 1985 do pomieszczeń nowej Przychodni Rejonowej przy ul. Gdańskiej.
Pierwszy gabinet stomatologiczny w powojennym Gubinie prowadził Włodzimierz Dubowik. Sprzęt pochodził z nie do końca „wyszabrowanych” gabinetów poniemieckich. Do 1949 był jedynym dentystą w mieście.
Pierwsza powojenna apteka mieściła się w budynku przy ul. Wyspiańskiego 24. Leki były wydawane nieodpłatnie.

## Oświata
W 1945 r. rozpoczęto organizację szkolnictwa w powojennym Gubinie, poważnym problemem było wówczas znalezienie odpowiedniego lokum dla szkół.
Szkoła przy ul. Świerczewskiego (przyszła Szkoła Podstawowa nr 2) była użytkowana przez Państwowy Urząd Repatriacyjny. Budynek przy ul. Racławickiej (dawna szkoła dla głuchoniemych, późniejsza Szkoła Podstawowa nr 1) był poważnie uszkodzony. Pożar uszkodził górną część i dach szkoły przy ul. Piastowskiej (dawna szkoła zawodowa dla dziewcząt).
Ocalał jedynie budynek Wyższej Szkoły Realnej przy ul. Warszawskiej (obecnie ul. Obrońców Pokoju). Naukę rozpoczęto 6 września 1945 i zorganizowano tu klasy I-VI dla dzieci w wieku szkolnym i jedną dla młodzieży starszej. Grono nauczycielskie składało się początkowo z czterech nauczycieli, po pewnym czasie ich liczba wzrosła do ośmiu.
W tym samym budynku, utworzono też Liceum Ogólnokształcące. Pod koniec listopada liczba uczniów gubińskiej szkoły średniej wynosiła 39 osób. W nocy 23 lutego 1946 w budynku szkolnym przy ul. Warszawskiej wybuchł pożar, budynek wraz z większością wyposażenia spłonął. W związku z tym na szkołę przeznaczono częściowo uszkodzony obiekt przy ul. Racławickiej 2. Był to budynek po byłym instytucie dla głuchoniemych. Obie szkoły – podstawowa i średnia – musiały zawiesić na pewien czas działalność. Dla LO przydzielono budynek przy ul. Piastowskiej 52/54. Budynek wyremontowano i przystosowano dla potrzeb szkolnych. Ponowne otwarcie szkoły nastąpiło 5 marca 1946. 8 marca 1946 PUR w Gubinie przekazał szkole podstawowej pierwsze piętro i świetlicę w zajmowanym przez siebie budynku przy ul. Świerczewskiego.
We wrześniu 1946 otwarto szkołę podstawową przy ul. Racławickiej 93.
We wrześniu 1947 najstarsze klasy przeniesiono na ulicę Świerczewskiego i tym samym utworzono Szkołę Podstawową nr 2.
W 1948 r. nastąpił podział szkoły średniej na gimnazjum i liceum. Gubińskie liceum przeniesiono do budynku szkoły podstawowej przy ul. Świerczewskiego. Szkoła otrzymała nazwę: Szkoła Jednolita Stopnia Podstawowego i Licealnego, później Szkoła Ogólnokształcąca Stopnia Podstawowego i Licealnego. W początkowym okresie lat siedemdziesiątych Szkołę Podstawową nr 2 przemianowano na Zbiorczą Szkołę Gminną w Wałowicach z siedzibą w Szkole Podstawowej nr 2 w Gubinie. Od stycznia 1976- do 1984 funkcjonuje jako Zbiorcza Szkoła Gminna w Gubinie. Od 1 września 1984 decyzją Kuratora Oświaty i Wychowania w Zielonej Górze powraca do nazwy Szkoła Podstawowa nr 2 w Gubinie.
W 1960 r. wprowadziło do planu inwestycyjnego budowę nowej szkoły w Gubinie. Szkoła nr 3 rozpoczęła swoją działalność z dniem 1 września 1963.Nowy budynek szkoły został przekazany do użytku dopiero w dniu 6 stycznia 1964. Do tego czasu nauka odbywała się w pomieszczeniach zastępczych.
Początki szkolnictwa specjalnego w Gubinie związane są z utworzeniem w roku szkolnym 1964/65 klas specjalnych w Szkole Podstawowej nr 1. Od września 1965 na klasy specjalne przeznaczono budynek przy ul. Piastowskiej. Od września 1966 filia usamodzielniła się i powstaje Szkoła Podstawowa Specjalna. W 1976 szkoła otrzymała imię M.Konopnickiej. W 1984 nastąpiła reorganizacja placówki. Otrzymuje ona nazwę Specjalny Ośrodek Szkolno-Wychowawczy w Gubinie.
Dopiero w 1957 r. zaczęto tworzyć szkolnictwo zawodowe.
1 września 1957 rozpoczęła działalność Zasadnicza Szkoła Zawodowa w Gubinie. Na siedzibę szkoły został przeznaczony budynek po byłej szkole podstawowej przy ulicy Wyspiańskiego 14. Znajdowało się w nim 8 sal, z których 2 przeznaczono na warsztaty szkolne z punktem usługowym. Młodzież (64 uczniów) rozpoczęła naukę w 2 oddziałach: odzieżowym (krawiec miarowy lekki) i obuwniczym (obuwnik przemysłowy). W połowie roku szkolnego kierunek obuwniczy przekształcono na metalowy (ślusarski) z umiejscowieniem warsztatów przy ul. Repatriantów. W 1960 szkoła pozyskała budynek przy ul. B. Chrobrego 1, w którym zlokalizowane zostały warsztaty metalowe i odzieżowe, internat na 80 miejsc, kuchnia ze stołówką oraz dwie pracownie. We wrześniu 1962 powołano Technikum Odzieżowe na podbudowie szkoły podstawowej o pięcioletnim cyklu kształcenia. Naukę w Technikum rozpoczęło 41 uczniów. Z okazji „Dnia Włókniarza” w 1965 pracownicy Zakładów Odzieżowych ufundowali szkole sztandar. W roku szkolnym 1968/69 oddano po remoncie budynek przy ul. Racławickiej 1.
Od 1 września 1969 w skład szkoły wchodziły: Zasadnicza Szkoła Odzieżowa, Technikum Odzieżowe, Zasadnicza Szkoła Zawodowa Budowlana, Technikum Obuwnicze i Odzieżowe dla Pracujących. W 1975 szkoła otrzymała nazwę Zespół Szkół Zawodowych.
W 1959 r. powstała w Gubinie Szkoła Rolniczo-Ogrodnicza. Została ona zlokalizowana w części budynku użytkowanego przez Zielonogórskie Przedsiębiorstwo Budowlane. W 1960 budynek został całkowicie przekazany szkole i jesienią tego roku powstała obok istniejącej Szkoły Rolniczo-Ogrodniczej dwuletnia Zasadnicza Szkoła Rolnicza. Szkoła Rolniczo-Ogrodnicza, działając w latach 1959–1964, przygotowała do pracy 46 absolwentów. W 1964 roku powstała Zasadnicza Szkoła Rolnicza, oraz Trzyletnie Technikum Rolnicze (na podbudowie Zasadniczej Szkoły Rolniczej).
W 1962 r. z inicjatywy ówczesnego dyrektora szpitala zostaje utworzona w Gubinie Szkoła Asystentek Pielęgniarskich.Pierwszą klasę zlokalizowano w budynku Komendy Powiatowej Milicji Obywatelskiej na ul. Kosynierów. W roku szkolnym 1963/64 szkoła otrzymuje status liceum. W 1965 budynek przekazany został Liceum Medycznemu na własność. W 1979 Liceum przeszło kolejną reorganizację i jako szkoła typu zawodowego zostało włączone w skład Zespołu Szkół Zawodowych.
Państwowa Szkoła Muzyczna I stopnia w Gubinie powołana została zarządzeniem nr.55 Ministra Kultury i Sztuki z dnia 17 sierpnia 1974, początkowo jako filia krośnieńskiej szkoły muzycznej.Od następnego roku gubińska Państwowa Szkoła Muzyczna działała już jako samodzielna placówka artystyczna. W 1977 wspólnie ze Społecznym Ogniskiem Artystycznym Szkoła usytuowana została w budynku przy ul. Piastowskiej.

## Kultura
Gubin w literaturze:

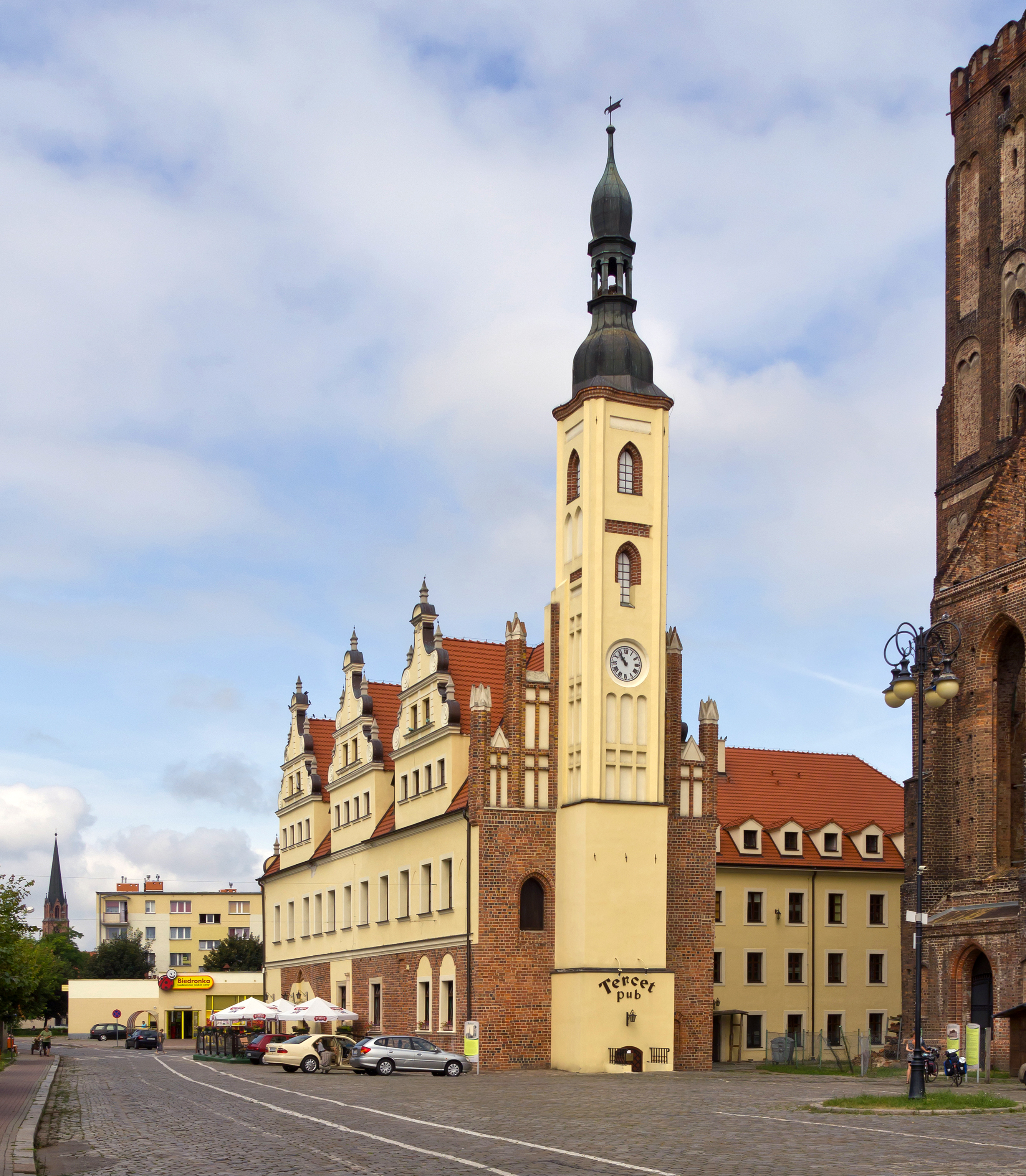
Dawny ratusz – Gubiński Dom Kultury

- Miejscowość o nazwie Gubin pojawia się w powieści Sergiusza Piaseckiego „7 pigułek Lucyfera”. Główny bohater odwiedza to miasto w 1945 roku.
- W powieści „Kocioł” Larry’ego Bonda w trakcie walk polsko-niemieckich w okolicach miejscowości Zasieki bierze udział „5. Saska dywizja Zmechanizowana z Gubina”
- Gubin pojawia się również w powieści “A Short History of Tractors in Ukrainian” Mariany Lewyckiej, brytyjskiej pisarki pochodzącej z Ukrainy. W czasie II wojny światowej jeden z bohaterów ucieka przez Gubin na zachód Europy.
- Nazwa Gubin jest również wymieniana w trzeciej części Trylogii Husyckiej „Lux perpetua” Andrzeja Sapkowskiego.

## Sport
Życie sportowe w Gubinie można wiązać z pierwszymi miesiącami po wyzwoleniu. Jednak zorganizowany ruch sportowy w Gubinie rozpoczął się z chwilą powołania Powiatowego Urzędu Wychowania Fizycznego i Przysposobienia Wojskowego 15 listopada 1946 roku.

### Kluby sportowe w Gubinie

#### Pionier Gubin
Wiosną 1946 powstał Klub Sportowy „Pionier”. Jego założycielami byli kolejarze. Zarząd stanowili pracownicy Polskich Kolei Państwowych, a gracze rekrutowali się spośród kolejarzy i mieszkańców Gubina. Klub ten początkowo przyjął nazwę Kolejowy Klub Gubina. Z chwilą zarejestrowania go w Poznańskim Okręgowym Związku Piłki Nożnej jesienią 1946, nazwa Klubu brzmiała Kolejowy Klub Sportowy „Pionier” w Gubinie. Zespół w 1949 rywalizował w VII grupie poznańskiej B klasy (III poziom rozgrywek), a jeszcze w tym samym roku większość kolejarzy-zawodników i działaczy odeszła z Gubina, pozostali zawodnicy nie kolejarze przenieśli się do Klubu Sportowego „Gwardia”.

#### Gwardia Gubin
W 1946 w Gubinie zorganizowane zostało Milicyjne Koło Sportowe, które po kilku miesiącach działania rozwiązało się. Dorobek, choć bardzo skromny przejął Klub Sportowy „Gwardia”.
Klub Sportowy „Gwardia” zarejestrowany był w Okręgowym Związku Piłki Nożnej w Poznaniu, a od 1950 w Zielonej Górze i brał udział w rozgrywkach w klasie A. Boiskiem macierzystym był stadion przy ul. Sportowej. Klub ten rozwiązał się w 1955.

#### Carina Gubin
W styczniu 1950 powstał Klub Sportowy „Spójnia”. Opiekę nad nim sprawowały Związki Zawodowe przy Państwowych Zakładach Zbożowych, a następnie przy Spółdzielni Remontowo-Budowlanej „Nowa Era”. W 1952 zespół zajął 2. miejsce w I klasie mistrzowskiej (III poziom rozgrywek), co do tej pory pozostaje najlepszym osiągnięciem klubu w historii występów ligowych.
Od 1954 klub występował pod nazwą „Sparta”. Istniały przy nim sekcje: piłki nożnej, koszykówki i sekcja bokserska. W lutym 1957 przeorganizował się na Cywilno-Wojskowy Klub Sportowy „Polonia” działający przy Gubińskich Zakładach Obuwia i Odzieży. W 1958 do Polonii dołączył Klub Sportowy „Ogniwo” Gubin. Niedowład organizacyjny spowodował ograniczenie działalności klubu i w lipcu 1962 został przemianowany na Wojskowy Klub Sportowy „Gubinianka”, który w sezonie piłkarskim 1964/1965 wystąpił na poziomie centralnym Pucharu Polski w piłce nożnej.
25 sierpnia 1966 z fuzji Gubinianki i Klubu Sportowego „Nysa” powstałego 7 września 1961 (grał na boisku przy ul. Budziszyńskiej) powstał Klub Sportowy „Granica” Gubin. W styczniu 1975 walne zgromadzenie członków podjęło uchwałę o zmianie jego nazwy na Zakładowy Klub Sportowy „Carina”, a w 1978 na Międzyzakładowy Klub Sportowy „Carina”. Zespół w 1987 zdobył Puchar Polski na szczeblu województwa i zagrał po raz drugi w historii na szczeblu centralnym Pucharu Polski w piłce nożnej, a w sezonie 1991/1992 zdobył mistrzostwo klasy okręgowej. W 1998 Carina zajęła 3. miejsce w IV lidze. Zespół domowe mecze rozgrywa na Stadionie Miejskim w Gubinie.
Istniała również w klubie przez wiele lat sekcja szachowa, spotkania odbywały się 2 razy w tygodniu w Domu Żołnierza przy ul. Piastowskiej. Klub brał udział z w rozgrywkach ligi wojewódzkiej.

#### Sparta Gubin
1 kwietnia 1993 powstało Gubińskie Towarzystwo Sportowe „Sparta”, które popularyzowało grę w piłkę ręczną kobiet. 19 kwietnia 1993 nabyło osobowość prawną. W 1995 odniosło pierwsze sukcesy zdobywając mistrzostwo makroregionu młodziczek. W tym samym roku zawodniczki „Sparty” uczestniczyły w Otwartym Pucharze Europy Zespołów Klubowych w Danii.

#### Inne
Wiosną 1946 grupa aktywistów sportowych założyła Koło Sportowe „Orlęta”. W 1950 zawodnicy przeszli do Ludowego Zespołu Sportowego przy Gminnej Spółdzielni.
10 listopada 1950 przy Liceum Ogólnokształcącym w Gubinie powstaje Szkolne Koło Sportowe „Błyskawica”. Działały w nim dwie sekcje: koszykówki i siatkówki. Podczas zjazdu absolwentów Liceum w 1965 zostaje zmieniona nazwa na SKS „Chrobry”.
W 1984 Szkoła Podstawowa nr 4 zajęła w Żaganiu 2. miejsce w drużynowych mistrzostwach województwa w szachach awansując do mistrzostw makroregionu dolnośląskiego, gdzie zajmuje również 2. miejsce i awansuje do turnieju finałowego mistrzostw Polski.
W 1994 założono klub karate, a jego zalążkiem była powstała w 1984 sekcja karate (liczyła trzech amatorów sztuki wschodnich walk). Organizatorami sekcji byli: Krzysztof Dubiel i Bogdan Surowiec. Do sukcesów klubu zaliczyć należy zdobycie mistrza makroregionu w 1994 i 1995 przez Radosława Naumowicza, który w mistrzostwach Polski seniorów doszedł do 1/8 finałów.

## Związki wyznaniowe
Na terenie miasta działalność religijną prowadzą następujące związki wyznaniowe:
Kościół Boży w Chrystusie
- Kościół „Agape”[45]

Kościół rzymskokatolicki
- Parafia Trójcy Świętej w Gubinie
- Parafia Matki Bożej Fatimskiej w Gubinie
- Parafia Podwyższenia Krzyża Świętego w Komorowie

Kościół Nowoapostolski
- Zbór Kościoła Nowoapostolskiego[46]

Kościół Zielonoświątkowy
- Zbór Kościoła Zielonoświątkowego „Betlejem” w Gubinie[47]

Świadkowie Jehowy
- Zbór Świadków Jehowy i Sala królestwa[48]

## Burmistrzowie/ przewodniczący MRN/ naczelnicy miasta
Burmistrzowie
- Piotr Samborski (1945 – 1947)
- Antoni Ochmański (1947 – 1949)
- Tacjana Iczkowska (1949 – 1951)

Przewodniczący MRN
- Bogdan Stróżniak (1951 – 1954)
- Władysław Michniacki (1954 – 1956)
- Baltazar Zakrzewski (1956 – 1960)
- Roman Brzęczek (1960 – 1963)
- Henryk Jakubowski (1963 – 1971)
- Ryszard Pantkowski (1971 – 1975)

Naczelnicy miasta
- Bogdan Spytkowski (1975)
- Jan Kruplewski (1975)
- Stefan Ciszek (1975 – 1985)
- Kazimierz Dębicki (1985 – 1990)

Burmistrzowie
- Bogusław Timoszyk (V 1990 – X 1990)
- Czesław Fiedorowicz (1990 – 1998)
- Włodzimierz Rogowski (1998 – I 2000)
- Lech Kiertyczak (2000 – 2006)
- Bartłomiej Bartczak (2006 - 2024)
- Zbigniew Bołoczko ( 2024- )

## Miasta partnerskie
Przewodniczący Rady Miejskiej Ryszard Sibiński i burmistrz Gubina Czesław Fiedorowicz 19 stycznia 1991 podpisali z reprezentantami miast Laatzen i Guben umowę o partnerstwie. Z węgierskim miastem Paks Gubin nawiązał partnerskie kontakty w 1993
- Kwidzyn
- Guben
- Laatzen
- Paks